# Burg Idstein
Die Burg Idstein, auch Schloss Idstein genannt, ist eine Höhenburg, die später in Teilen zum Renaissance-Schloss umgebaut wurde. Sie befindet sich in Idstein im Rheingau-Taunus-Kreis in Hessen. Die Burg war Residenz der nassauischen Linie Nassau-Idstein.

## Geschichte

### Burg
Im 11. Jahrhundert entstand die Burganlage, über die nur wenig bekannt ist, auf einem Felsrücken inmitten der Altstadt. Mutmaßlicher Gründer war Graf Udalrich von Idstein, der ein Bruder des Wormser Bischofs Adalbert II. gewesen sein soll.
Rudolf Knappe dagegen sieht Udalricus von Idstein dem Haus Nassau zustehend an. 1101 bzw. 1102 wurde die Burg als Etichestein (später zu Idstein verschliffen) beurkundet. Das vermutlich ursprüngliche Reichslehen wurde zwischen 1115 und 1123 dem Erzbistum Mainz zum Lehen aufgetragen. Diese vergaben Burg und zugehöriges Gebiet als Lehen an die Vorfahren des Hauses Nassau, die Grafen von Laurenburg.

Nassauisches Stammwappen der Walram-Linie

1255 bei der ersten Erbteilung des Gesamthauses Nassau fiel Idstein an die Walramsche Linie unter Walram II. von Nassau und wurde eines der Zentren von Nassau-Idstein, die Burg Residenz bis 1721. Adolf von Nassau, der spätere König, erlangte 1287 Stadtrechte für die Siedlung Idstein von König Rudolf von Habsburg.
1355 bei der nächsten nassauischen Teilung ging Idstein an Adolfs Sohn Gerlach I. von Nassau. Gerlach I. ließ die Burg ausbauen und verstärken. Nach Teilungen in das Wiesbadener und Idsteiner Gebiet wurde ab 1542 unter Graf Philipp Altherr, obwohl selbst katholisch bleibend, allmählich die Reformation eingeführt. Seine Söhne Philipp II. (1558–1566) und Balthasar (1566–1568) konnten nur kurze Zeit Burg und Herrschaft besitzen. Balthasars Sohn Johann Ludwig I. (1568–1596) (bis 1588 unter Vormundschaft der Saarbrücker, dann der Weilburger Linie) folgte als Graf von Nassau-Wiesbaden-Idstein. Sein Ende ist auf tragische Weise mit Burg Idstein verknüpft; er stürzte aus dem Fenster der Burg und ertrank im Burggraben. Die Linie Nassau-Idstein(-Wiesbaden) starb 1605 mit dem Tod seines Sohnes Johann Ludwig II. († 9. Juni 1605) aus. Das Gebiet fiel an Nassau-Weilburg unter Ludwig II.
Aus spätmittelalterlicher Zeit ist von der Oberburg in der Gegenwart nur noch das alte Amtsgericht, das Torhaus aus dem 15. Jahrhundert, der Palas und der um 1400 als Butterfassturm aufgestockte Bergfried erhalten. Der bis 1810 noch mit einem hohen Helm und vier Ecktürmchen versehene Bergfried erhielt erst um 1910 den Beinamen Hexenturm, obwohl in diesem Turm wahrscheinlich nie der Hexerei bezichtigte inhaftiert waren. Die Bezeichnung setzte sich erst um 1900/10 mit der Verbreitung von Ottokar Schupps (1834–1911) Die Pfarrfrau von Heftrich durch.

### Schloss

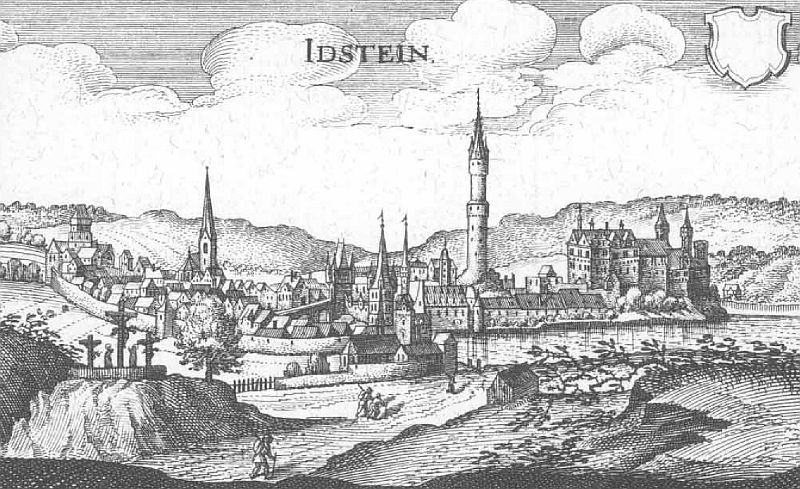
Idstein – Auszug aus der Topographia Hassiae von Matthäus Merian 1655

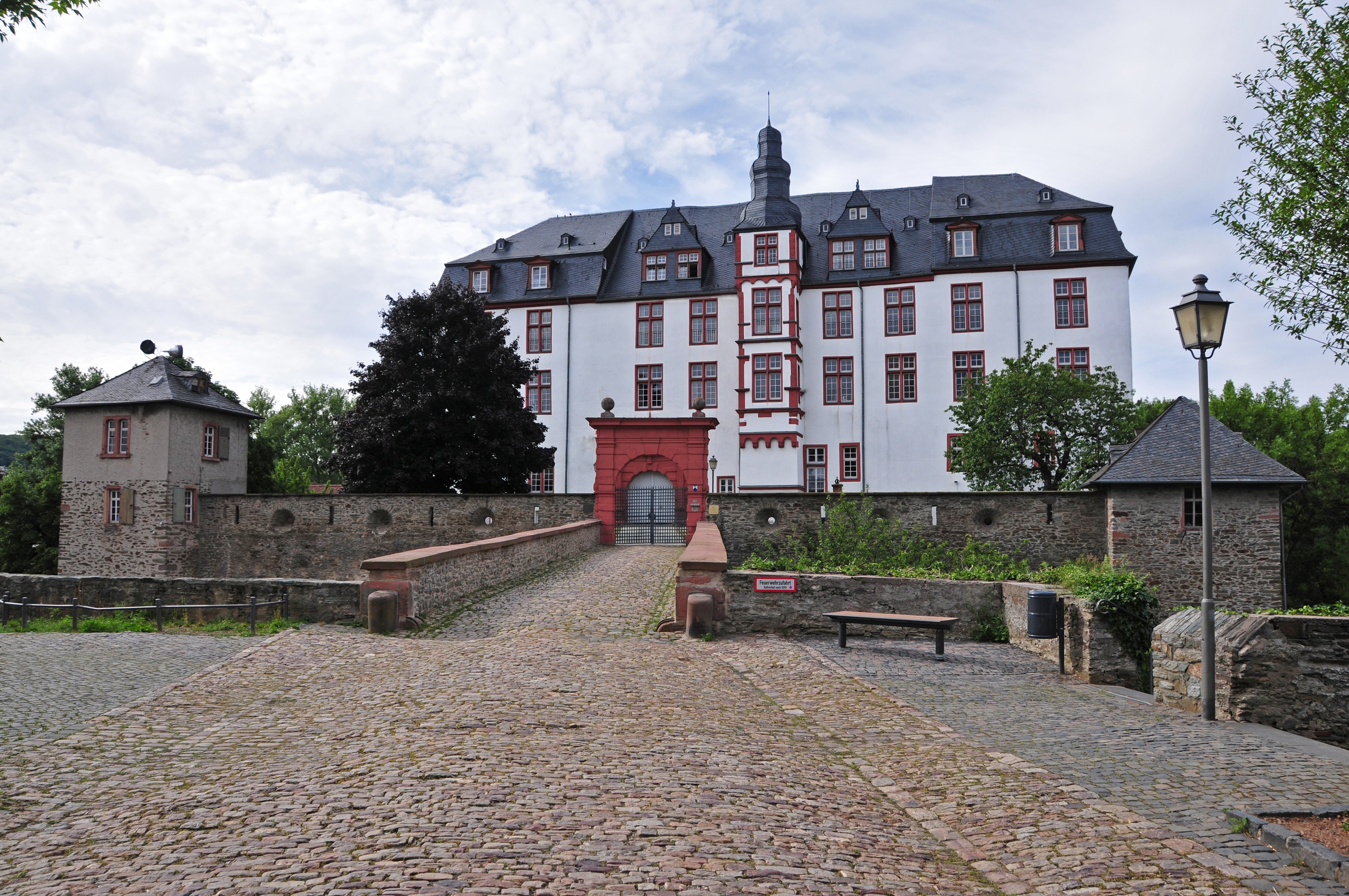
Das ehemalige Residenzschloss

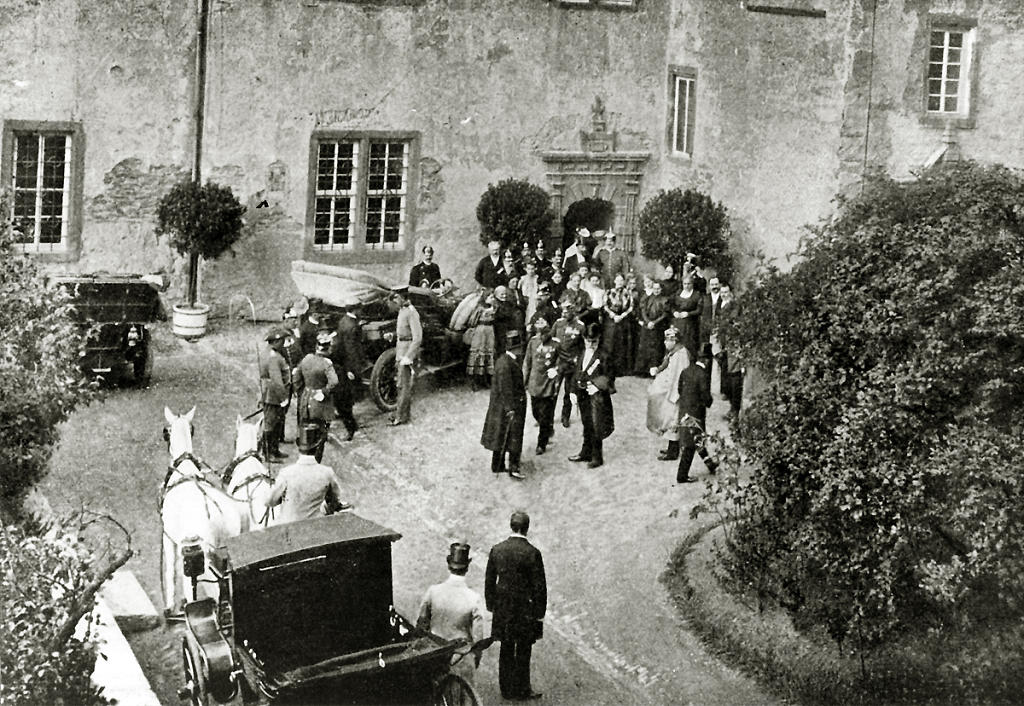
Einweihung des Genesungsheims für Angehörige der Königlich-Preußischen Armee im Schloss durch Kriegsminister Karl von Einem im Jahr 1905

Ludwig II. ließ 1614 die Vorburg abreißen und durch ein Renaissanceschloss bebauen. Ein Jahr später wurde auch die alte Burg weitgehend abgebrochen und umgestaltet. Sein Sohn Johann begründete nach Ludwigs Tod durch Erbteilung eine neue Linie Nassau-Idstein. Er vollendete 1634 den Schlossbau.
Georg August Samuel von Nassau-Idstein, ab 1677 Graf und ab 1688 gefürstet, war der letzte der Linie Nassau-Idstein.
Unter seiner Herrschaft wurde bis 1714 ein kostspieliger Innenausbau im Stil des Barock abgeschlossen. Der Baumeister war Johann Maximilian von Welsch, die Stuckarbeiten, besonders im sogenannten Kaisergemach, wurden von Carlo Maria Pozzi ausgeführt. Die Decken- und andere Gemälde stammen von Valentin David Albrecht und Luca Antonio Colomba.
Nach seinem Tod am 26. Oktober 1721 fiel Burg und Herrschaft an das Haus Nassau-Ottweiler, ab 1728 an Nassau-Saarbrücken und ab 1740 an Nassau-Usingen. Die Herrschaft Idstein bildete in diesem Herrschaftsverband ein Oberamt. Seit 1728 war das nunmehrige Schloss Idstein Sitz des Archivs der walramischen Linie des Hauses Nassau. Aus Nassau-Usingen ging 1806 das Herzogtum Nassau hervor.
Etwa seit 1816 befand sich im Schloss das Zentralarchiv des Herzogtums Nassau, das mit der Annexion des Herzogtums durch das Königreich Preußen 1867 in „Königlich Preußisches Staatsarchiv für den Regierungsbezirk Wiesbaden“ umbenannt wurde. Es war der Vorgänger des heutigen Hessischen Hauptstaatsarchivs. 1881 wurde es nach Wiesbaden verlagert. Kurze Zeit leer stehend diente das Schloss ab 1905 als Genesungsheim für Angehörige der Königlich-Preußischen Armee.
Nach dem Ersten Weltkrieg waren im Schloss französische Besatzungssoldaten untergebracht, im Zweiten Weltkrieg diente das Schloss bis 1942 als Reservelazarett. Von 1942 bis 1945 war im Schloss eine Lehrerbildungsanstalt eingerichtet, um Lehrer für die Volksschulen auszubilden.
Seit 1946 wird das Schloss für die Pestalozzischule Idstein genutzt.
Von 1988 bis 1992 erfolgte eine Renovierung des Schlosses. Dabei wurde das Gebäude um einen zweigeschossigen dreiflügeligen spiegelbildlichen Bau für das Gymnasium erweitert, der von der Straße am Hexenturm aus zugänglich ist. Bis heute ist im Schloss weiterhin die Pestalozzischule als ein Gymnasium des Rheingau-Taunus-Kreises untergebracht. Der gesamte Burgkomplex ist heute Eigentum der Stadt Idstein und dient der Verwaltung.

## Anlage

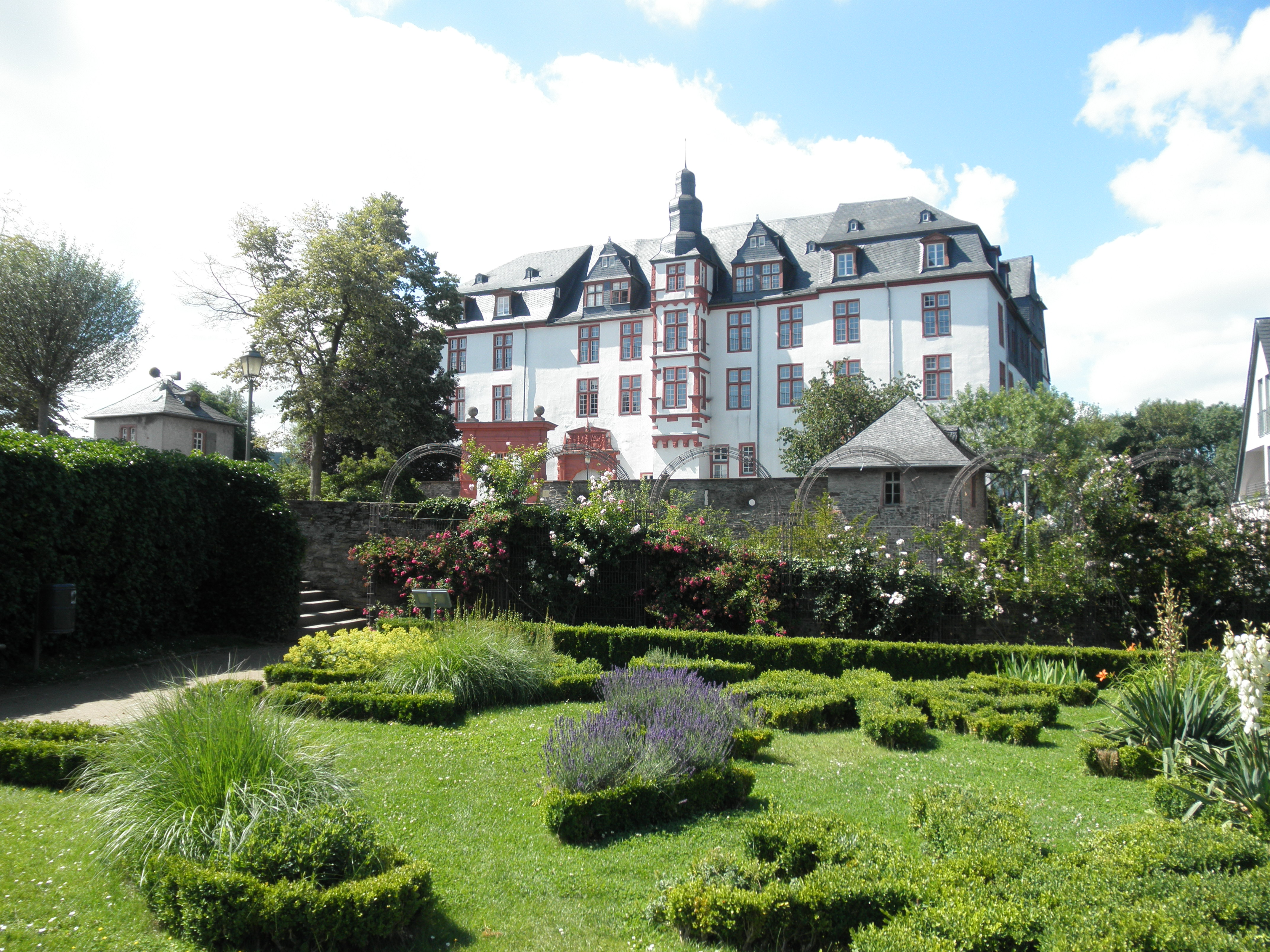
Renaissance-Schloss und Renaissance-Garten

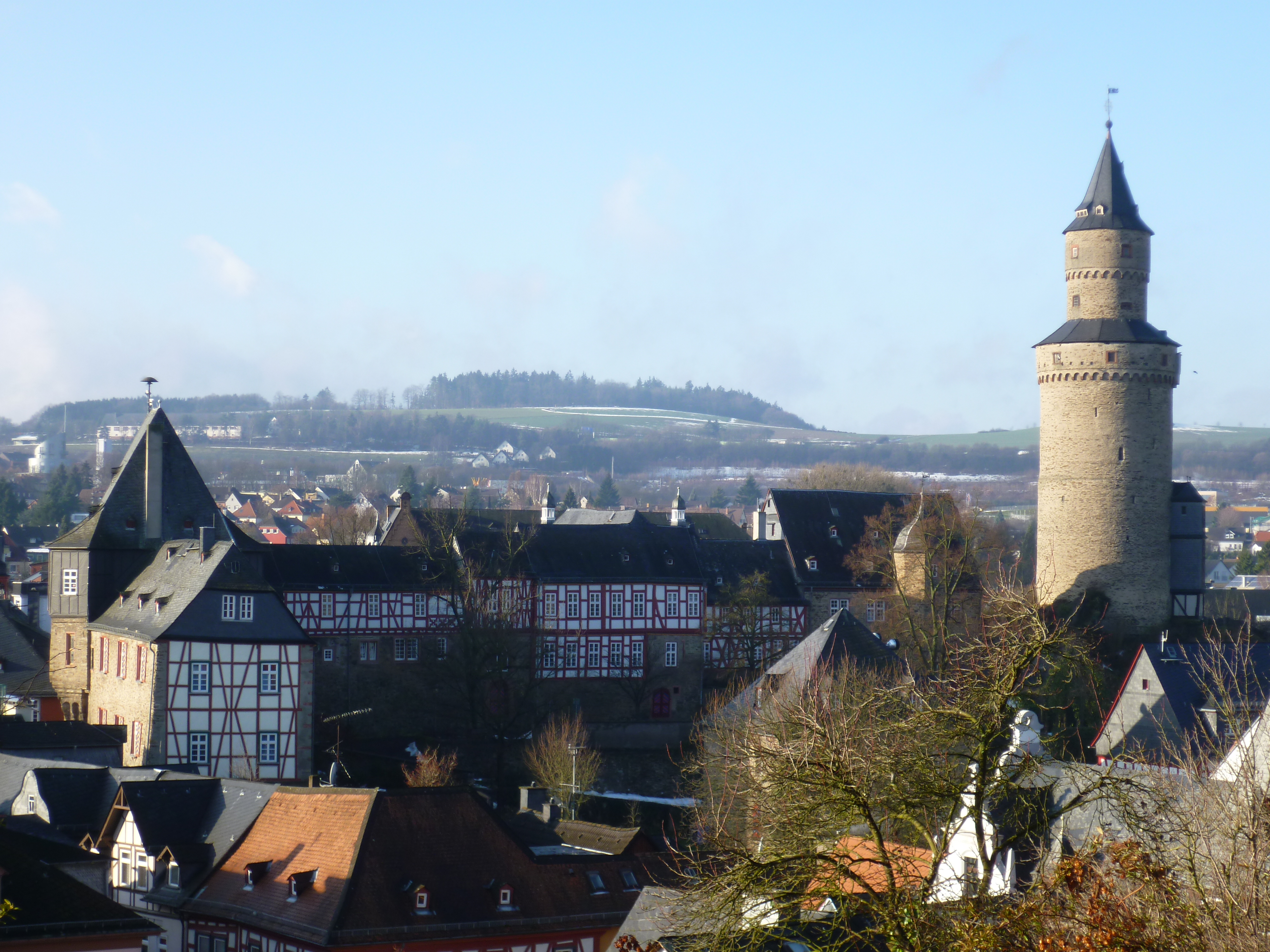
Die ehemalige Oberburg (Alte Burg) der Burg Idstein mit Hexenturm (Bergfried)

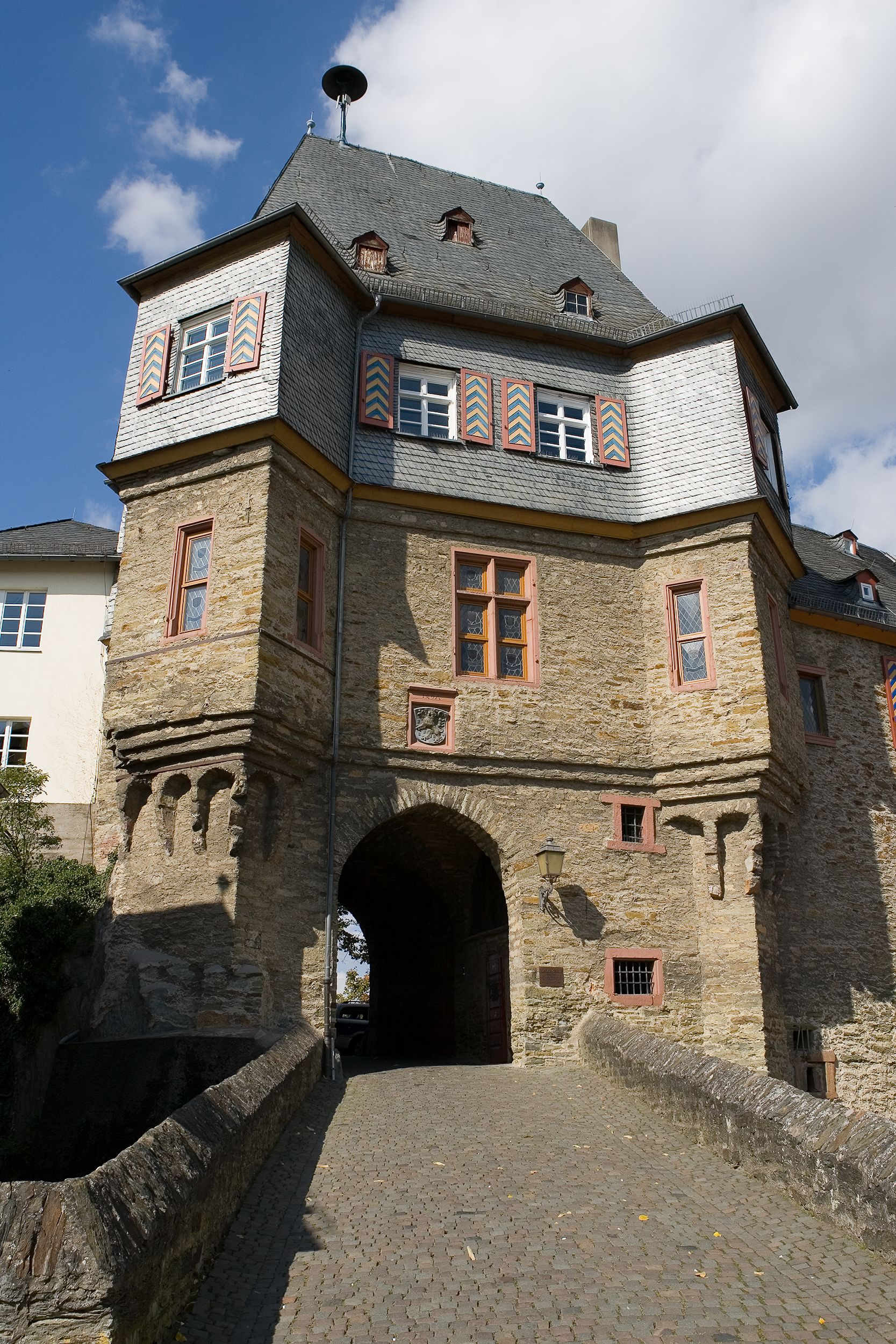
Zugang zur Burg über das südliche Torhaus mit nassauischem Löwenwappen

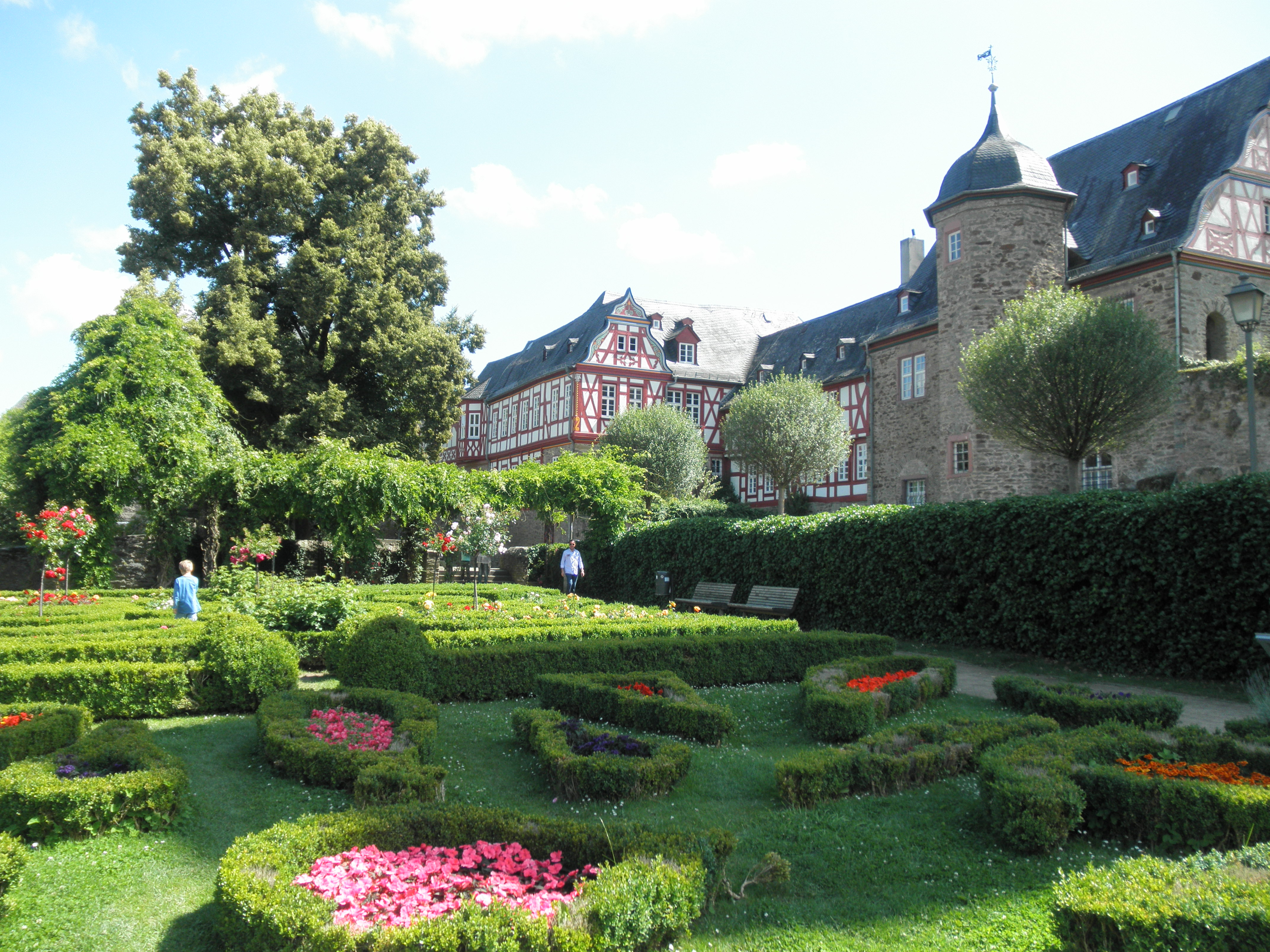
Blick vom Schlossgarten zum Steingebäude des Alten Amtsgerichts (re. Bildseite)

Die zweigeteilte Anlage einer Höhenburg besteht heute aus dem Schlossbereich (ehemalige Vorburg im nördlichen Teil) und der Oberburg im südlichen Teil, die schon ab dem 16. Jahrhundert als Verwaltungszentrum umgebaut wurde. Die einzelnen Bauabschnitte der Burg respektive des späteren Schlosses sind noch gut erkennbar.
Im Mittelalter konnte der Schlossfelsen von drei Seiten geflutet werden. Der Zugang zur Burg war nur von der Stadt her über ein Burgtor (Torhaus) zugänglich. Der Bergfried sicherte den Zugang zur Burg. Eine 20 Meter lange Steinbrücke spannt sich zwischen Vor- und Oberburg über den Halsgraben, neben dem sich östlich dem Bergfried gegenüberliegend ein kleiner Renaissancegarten befindet.
Schloss und Hexenturm können auf Anfrage besichtigt werden.

### Ehemalige Vorburg: das nördliche Schloss
Das Schloss ist eine Dreiflügelanlage, die 1614–34 von Jost und Henrich Heer (Höer) erbaut wurde: mit dem Südflügel als Hauptfront, einem Ehrenhof nach Westen öffnend (und heute vom neuen Dreiflügel-Anbau des Gymnasiums zum Innenhof umgestaltet ist), einer Blickseite nac Osten und einem Nordflügel mit steilem Satteldach.
Der repräsentative dreigeteilte Südflügel zeigt einen rechteckigen Erkervorbau, der turmartig einen barocken achteckigen Haubenhelm trägt und von zwei großen Giebeln flankiert wird. Westlich daneben befindet sich das Renaissance-Hauptportal mit Rustikaquaderung und kannelierten Pilastern, darüber das große Allianzwappen aus der Zeit um 1630 mit dem Wappen des Grafen Johann von Nassau-Idstein, des Erbauers der Kirche, und seiner ersten Gemahlin Sibylla Magdalena von Baden-Durlach (verh. 1629, † 1644). Im westlichen Teil des Südflügels liegt die ehemalige Kapelle, die 1718 eingerichtet mit Deckengemälden verziert ist.
In der Nordostecke befindet sich ein quadratischer Treppenturm mit Satteldach (im obersten Stockwerk mit vier auf einer Mittelsäule ruhenden Kreuzgewölben überdeckt).
Das Erdgeschoss des Nordflügels, das ein steiles Satteldach ziert, ist der große Rittersaal mit mittig vier kräftigen runden Pfeilern in Reihe zur Stützung der Kreuzgewölbe. Die Sockel der Pfeiler sind achteckig, die Kapitäler viereckig und zeigen eher romanische Untergliederungen.
Die dreiflügelige Anlage ist das Beispiel eines einheitlichen geplanten vollständigen Schlossbaues der Renaissance.

### Alte Burg: Oberburg im Süden
Die eigentlich Alte Burg wurde nach ihrer Entstehung als Hauptburg im 11. Jahrhundert im 16. Jahrhundert umfassend umgebaut und als Verwaltungskomplex errichtet. Das sind U-förmig ein Ensemble von mehreren mehrgeschossigen Fachwerkbauten auf steinernen Grundmauern mit renaissanceartigen Ziergiebeln. Große rundbogige Portalartige Eingangstüren zieren die meisten Gebäude. Nach dem Alten Amtsgerichtsgebäude im Westen schließt der Bergfried (Hexenturm) westlich die Oberburg ab.

### Torgebäude: Alte Kanzlei Idstein
Das eigentliche Torgebäude, die heutige „Alte Kanzlei“ wurde um 1497 unter Philipp I. (Altherr) erbaut. Sie war das imposante und repräsentative Eingangsportal zur damaligen Burg mit Zugang von der Stadtseite. Hier wurde 1502 der römisch-deutsche König und spätere Kaiser, der Habsburger Maximilian I., bei seinem Besuch in Idstein empfangen. Das Tor sicherte den Zugang zur Burg und wurde über die Jahrhunderte unterschiedlichst genutzt: Es war die Landschreiberei mit Registratur, diente der Buchhaltung, war Hofkammer sowie in begrenztem Maße auch Vorratskammer für das benachbarte Schloss. Später diente das Torgebäude als Wache und Gefängnis inklusive Folterkammer. Zwischenzeitlich beherbergte es ein kleines Theater für die fürstliche Familie. Wohnraum für Bedienstete der Burganlage waren Teil der Anlage.
Seit 1981 ist sie Sitzungssaal für städtische Ausschüsse, aber auch repräsentativer Saal für Empfänge und standesamtliche Trauungen.
In der Außenmauer befindet sich das Wappen mit den nassauischen Löwen. Auf der Rückseite des alten Kanzleitores befinden sich zwei unterschiedliche Eingänge. Der kleine Eingang über die Seitentreppe war für die Gefangenen, der verzierte Aufgang war den Amtsleuten vorbehalten.

### Altes Amtsgericht
Südlich des Hexenturmes steht ein länglicher Bautrakt, dessen markanter nördlicher Bau mit dem achteckigen Treppenturm und dem Fachwerkgiebel das „Alte Amtsgericht“ war. Es wurde 1588 unter Graf Johann Ludwig I. als „newe Cantzley“ erbaut. Zum Gebäude gehörte die Amtsschreiberei mit Registratur und das Rechnungsamt, die später in das Torbogengebäude („Alte Kanzlei“) verlagert wurde. Als Nassau 1866 preußisch wurde, diente das Gebäude bis 1938 als Amtsgericht. Später bürgerte sich der Name „Altes Amtsgericht“ ein. 1990 bis 1992 saniert, wird es als Stadtarchiv genutzt und beherbergt Büroräume und einen Sitzungssaal im Dachgeschoss.

### Herrenspeicher
Der Herrenspeicher, Marstall und Zehntscheune zugleich, östlich des Burggartens und gegenüber dem Hexenturm und den südlich verlaufenden Fachwerkgebäuden der Alten Burg liegend, war früher Teil der Burganlage. Er wurde um 1745 erbaut und ist ein voluminöser Bau mit einem massiven aus Bruchsteinen gemauerten Erdgeschoss und einem Fachwerkobergeschoss. Das Satteldach weist eine markante, fast das ganze Dach überziehende Gaube auf. Obergeschoss und Dachgeschosse waren für die Zehntscheuer vorbehalten. Die Idsteiner mussten ihre Naturalsteuer an den Landesherren auf dem Herrenspeicher abliefern. Im Erdgeschoss befand sich der Pferdestall.
Von 1819 bis 1834 war eine dem Idsteiner Landwirtschaftlichen Institut angegliederte Tierklinik hier untergebracht. Um 1930 wurden die oberen Geschosse für Wohnzwecke umgebaut. Ab 1977 wurde der Herrenspeicher als Sitz der Musikschule Idstein und des angegliederten Vereins der Musikfreunde Idstein genutzt.